# Campionat capverdià de futbol 1999
La temporada 1999 de la Lliga capverdiana de futbol fou la 20a edició d'aquesta competició de futbol de Cap Verd. El torneig estava organitzat per la Federació Capverdiana de Futbol (FCF). El club GD Amarante va guanyar el seu 1r títol. Va ser l'única vegada que un club, l'Sporting Clube da Praia, va participar en la Champions League de la CAF 2000 sense haver participat en la lliga nacional. Cap equip no va participar en la Copa de Campions de la CAF 2000.
El CS Mindelense era el defensor del títol. Van participar en la competició un total de 8 clubs, els campions de cada lliga insular. No va participar cap club de l'illa de Santiago, ja que aquesta competició havia estat cancel·lada.

## Clubs participants
- Académica Operária, guanyador de la Lliga de Boa Vista de futbol
- Nô Pintcha, guanyador de la Lliga de Brava de futbol
- Vulcânicos FC, guanyador de la Lliga de Fogo de futbol
- Onze Unidos, guanyador de la Lliga de Maio de futbol
- Juventude, guanyador de la Lliga de Sal de futbol
- Solpontense FC, guanyador de la Lliga de Santo Antão de futbol
- FC Ultramarina, guanyador de la Lliga de São Nicolau de futbol
- GD Amarante, guanyador de la Lliga de São Vicente de futbol

### Informació sobre els clubs
| Club               | Seu                     |
| ------------------ | ----------------------- |
| Académica Operária | Sal Rei                 |
| Nô Pintcha         | Nova Sintra             |
| Vulcânicos FC      | São Filipe              |
| Onze Unidos        | Vila do Maio            |
| Juventude          | Espargos                |
| Solpontense FC     | Ponta do Sol            |
| FC Ultramarina     | Tarrafal de São Nicolau |
| GD Amarante        | Mindelo                 |

## Classificació

### Grup A
| Pos. | Equip          | PJ | PG | PE | PP | GF | GC | Dif.G | Pts. |
| ---- | -------------- | -- | -- | -- | -- | -- | -- | ----- | ---- |
| 1    | GD Amarante    | 6  | 4  | 1  | 1  | 8  | 5  | +3    | 13   |
| 2    | Juventude      | 6  | 3  | 1  | 2  | 9  | 11 | -2    | 10   |
| 3    | Solpontense FC | 6  | 2  | 2  | 2  | 14 | 8  | +6    | 8    |
| 4    | FC Ultramarina | 6  | 0  | 2  | 4  | 3  | 10 | -7    | 2    |

### Grup B
| Pos. | Equip              | PJ | PG | PE | PP | GF | GC | Dif.G | Pts. |
| ---- | ------------------ | -- | -- | -- | -- | -- | -- | ----- | ---- |
| 1    | Vulcânicos FC      | 6  | 4  | 1  | 1  | 8  | 3  | +5    | 13   |
| 2    | Académica Operária | 6  | 3  | 2  | 1  | 7  | 4  | +3    | 11   |
| 3    | Onze Unidos        | 6  | 2  | 0  | 4  | 5  | 11 | -6    | 6    |
| 4    | Nô Pintcha         | 6  | 1  | 1  | 4  | 5  | 7  | -2    | 4    |

## Final
| GD Amarante | 2-0 | Vulcânicos FC |
| ----------- | --- | ------------- |
|             |     |               |

 Estádio Municipal Adérito Sena
Mindelo, Illa de São Vicente
| Vulcânicos FC | 1-1 | GD Amarante |
| ------------- | --- | ----------- |
|               |     |             |

 Estádio 5 de Julho
São Filipe, Illa de Fogo
| Guanyador GD Amarante 1r títol |